# Gareth Gates
 (juin 2020).
Si vous disposez d'ouvrages ou d'articles de référence ou si vous connaissez des sites web de qualité traitant du thème abordé ici, merci de compléter l'article en donnant les références utiles à sa vérifiabilité et en les liant à la section « Notes et références ».
Pour les articles homonymes, voir Gates.
Gareth Paul Gates est un chanteur britannique, né le 12 juillet 1984 à Bradford (West Yorkshire).

## Biographie
Gareth est né à West Bowling, à Bradford. Ses parents sont Paul Gates et Wendy Broadbent. Il a 3 sœurs, Nicola (née en 1985), Charlotte (née 1991), et Jessica (née en 1993). Il a grandi également avec son cousin James (né en 1986) et qui a été élevé par sa famille.
Gates et ses sœurs ont suivi les cours au Dixons City Academy à West Bowling, Bradford où Gareth étudia l'art et la musique et obtenu un niveau de GCSE.
Il rejoint la chorale Bradford Cathedral à l'âge de 9 ans. Il fut tête des choristes à la Bradford Cathedral à l'âge de 11 ans, et chanta en solo pour la reine Elisabeth II lors d'une visite en 1997. Gates a atteint le Grade VIII au piano, à la guitare classique et au chant. Il a gagné une place à la Royal Northern College of Music avant les finales de Pop Idol.
Il est arrivé second de l'émission Pop Idol (Nouvelle Star anglaise) en 2002, derrière Will Young. Il a vendu plus de 3,5 millions de disques en Grande-Bretagne.

## Vie personnelle et travail de charité
Gates vit à Chiswick, West London, avec sa femme Suzanne Gates, une danseuse qu'il rencontra à l'enregistrement des Year awards en 2002, qu'il remporta avec sa chanson Unchained Melody. En octobre 2006, le journal The People rapporta incorrectement qu'ils s'étaient mariés secrètement. Gates et Mole se sont fiancés pendant le nouvel 2007 et se sont mariés le 18 juillet 2008 durant une cérémonie privée avec sa famille et ses amis. Le couple eut son premier enfant le 6 avril 2009, une fille qu'il nomma Missy.
Gates est le parrain de l'association caritative Body and Soul luttant contre le SIDA et le VIH. Il est également le parrain de l'association caritative Bobby Moore Fund qui supporte la recherche pour lutter contre les cancers de la moelle. Il prit part en 2009 à la campagne Cosmo Everyman pour rendre conscient des dangers du cancer de la prostate et des testicules.
Il est dit que Gareth perdit sa virginité avec la modèle glamour Katie Price en 2002 durant le Pop Idol. Gates a d'abord nié les rumeurs mais a finalement admis en 2003 sa relation.
En 2009, il a été rapporté que Gates s'était fait une fortune estimée à £6.5 millions de livres sterling (9 millions d'euros) depuis le début de sa carrière.

## Discographie
- Unchained Melody
- What My Hearts Wants to Say
- Go Your Own Way
- Anyone of us

## Tours et concerts
Tours
- Pop Idol Arena Tour 2002
- Will and Gareth Arena Tour 2002
- Go Your Own Way Arena Tour - UK and Asia 2004
- Dancing on ice tour 2008

Autres concerts notables
- Concert privé pour le Prince of Brunei, Janvier 2005
- MTV Asia AIDS Awareness Concert, Indonesie, Decembre 2004
- Concert to open Louis Vuitton's first store à Shanghai, Chine, Octobre 2004

### Awards
UK
- The Record of the Year 2002: "Unchained Melody"
- Smash Hits Awards 2002: best male, best hair, best newcomer, most fanciable male
- Smash Hits Awards 2003: best male, best single ("Sunshine")
- Young Achievers Yorkshire 2002
- Special award for service to Yorkshire 2002

Overseas
- MTV Asia: Best International Male 2003/2004
- MTV China: Best International Male 2003/2004
- MTV Taiwan: Best International Male 2003/2004
- TMF Belgium: Best International Pop
- MTV Taiwan: Inspiration to Youth
- G-Music (Taiwan): Best International Artist 2003
- Hit FM: Best single of 2003 (AOU)